# Église Saint-Jérémie de Vrbovac
Pour les articles homonymes, voir Église Saint-Jérémie.
L'église Saint-Jérémie de Vrbovac (en serbe cyrillique : Црква Светог Пророка Јеремије у Врбовцу ; en serbe latin : Crkva Svetog Proroka Jeremije u Vrbovcu) est une église orthodoxe serbe située à Vrbovac, sur le territoire de la ville de Smederevo et dans le district de Podunavlje en Serbie. Elle est inscrite sur la liste des monuments culturels protégés de la république de Serbie (identifiant no SK 1724).

## Présentation
L'église, située sur un grand parvis clos, a été construite en 1939 pour servir d'église commémorative et d'ossuaire aux soldats du 11e régiment de la première division de la Šumadija (Choumadie) ; ces soldats étaient morts lors des batailles sur les pentes de Vrbovac et à Cerjak en octobre 1915. L'église honore plus généralement tous les combattants des guerres de 1912 à 1918, ainsi qu'en témoigne trois plaques commémoratives en marbre noir.
Elle a été conçue dans le style de l'école moravienne de l'architecture médiévale serbe. Elle est bâtie sur un plan tréflé, avec un dôme et trois absides, à l'est, au nord et au sud ; à l'ouest se trouve un narthex surmonté par un clocher. Sous la zone de l'autel se trouve un ossuaire commémoratif placé dans une pièce demi-circulaire qui s'étend sous l'abside orientale ; l'entrée s'effectue par la nef.
L'église a été construite en briques, enduite de mortier de chaux et blanchie ; la couleur rouge a été utilisée pour mettre en valeur certains éléments architecturaux et décoratifs. La décoration des façades est inspirée par l'architecture médiévale de l'école moravienne et se retrouve dans la structure horizontale et verticale du bâtiment, dans la polychromie et dans la décoration plastique.
À l'intérieur, les fresques et les icônes de l'iconostase ont été réalisées par le peintre et académicien d'origine russe Andrej Bicenko en 1938. 